# مقاطعة بنينغتون (داكوتا الجنوبية)
بنينغتون (بالإنجليزية: Pennington)‏ هي إحدى مقاطعات ولاية داكوتا الجنوبية في الولايات المتحدة الأمريكية.